# Stadio Centrale del Tennis
Lo Stadio Centrale del Tennis, talvolta chiamato più semplicemente "Campo Centrale", è un impianto sportivo di Roma. È il principale stadio di tennis del complesso sportivo del Foro Italico e dell'Italia.
La struttura ospita regolarmente manifestazioni sportive, annualmente gli Internazionali d'Italia di tennis, e spettacoli musicali.

## Storia
Fino agli anni novanta dello scorso secolo l'impianto principale di tennis del complesso del Foro italico a Roma era lo Stadio della Pallacorda (attualmente intitolato a Nicola Pietrangeli), ma già nel 1986 era stato presentato il progetto di realizzazione di un nuovo stadio di tennis più capiente all'interno del parco del Foro Italico. Dieci anni dopo la presentazione del progetto, il 6 maggio 1996, venne inaugurato alla presenza del sindaco di Roma Francesco Rutelli, del presidente del CONI Mario Pescante e del presidente della Federazione Italiana Tennis Paolo Galgani, il nuovo "campo centrale" con l'avvio del torneo femminile di tennis degli Internazionali d'Italia 1996. Costruito in soli tre mesi e mezzo, l'impianto era nella parte bassa in cemento (per circa 4.000 spettatori) e nella parte alta delle tribune in legno lamellare (per altri 6.000 spettatori).

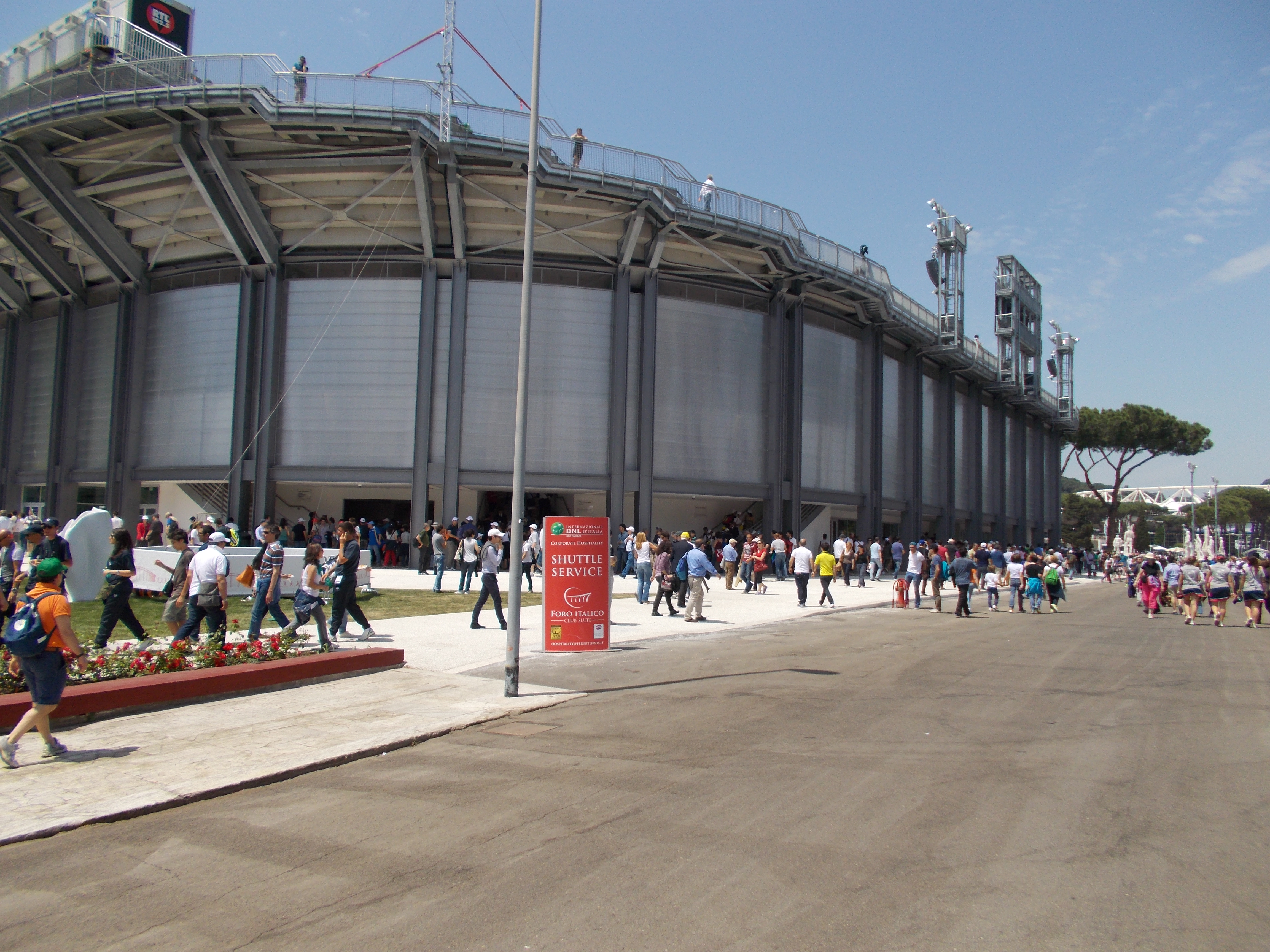
Il "campo centrale" dall'esterno.

Nel 2007 l'Association of Tennis Professionals (associazione tennistica che gestisce i tornei più importanti) richiese alla Federazione Italiana Tennis uno sforzo per ammodernare il complesso del Foro italico, pena il declassamento degli Internazionali d'Italia che li si svolgevano. Per questo motivo il vecchio "campo centrale" del Foro Italico venne smantellato nel 2008, con il Pietrangeli tornato nuovamente e in via provvisoria "campo centrale" degli Internazionali, e al suo posto iniziò la costruzione di uno stadio più moderno e capiente rispetto al precedente, da oltre diecimila posti, con tetto rimovibile, per ospitare anche la pallanuoto ai campionati mondiali del 2009 che si sarebbero svolti a Roma. La nuova giunta comunale, eletta sempre nel 2008 e guidata da Gianni Alemanno, nel mese di luglio bloccò i lavori perché giudicati troppo impattanti. La situazione si sbloccò nel successivo settembre, quando una riunione tra gli enti preposti approvò la costruzione di un nuovo impianto, meno impattante dal punto di vista ambientale e costruito in vetro e acciaio anziché in cemento. L'impianto quindi non risultò pronto per i mondiali di nuoto del 2009.
Inaugurato ufficialmente il 27 aprile 2010, l'impianto entrò in funzione per gli Internazionali d'Italia di quell'anno. Alla cerimonia di inaugurazione parteciparono, tra gli altri, il presidente del CONI Gianni Petrucci, il presidente della provincia di Roma Nicola Zingaretti e i tennisti Roger Federer e Rafael Nadal.
Negli anni 2010, la Capitale espresse un paio di volte l'interesse ad ospitare nuovamente i Giochi Olimpici dopo il 1960, con candidature ufficiali per le edizioni del 2020 e del 2024, ritirandosi tuttavia nelle prime fasi in entrambe le occasioni; ambedue i dossier redatti dai comitati promotori inserivano il Centrale del Tennis tra i siti olimpici, con la proposta di riconvertirlo temporaneamente in un impianto per i tornei di pallanuoto.
Dal 12 al 19 giugno del 2011 la struttura ospitò per la prima volta i Campionati mondiali di beach volley e, dal 12 al 17 giugno del 2012, il "Rome Grand Slam", torneo del circuito World tour di beach volley.
Nel 2014 e nel 2015, trasformando il campo da gioco per il tennis provvisoriamente in uno per la pallavolo, la struttura ospitò due incontri della World League: l'8 giugno 2014 l'Italia affrontò la Polonia vincendo l'incontro per 3-1 e il 19 giugno 2015 gli Azzurri superarono per 3-2 il Brasile.
Il 9 settembre 2018 l'impianto ospitò nuovamente il volley, con l'incontro inaugurale del campionato mondiale maschile: in un impianto per l'occasione sold-out di pubblico, tra i quali il presidente della Repubblica italiana Sergio Mattarella, l'Italia superò per 3 set a zero il Giappone.
Nel giugno 2022 l'impianto fu teatro nuovamente dei Campionati mondiali di beach volley, rinviati a tale data a causa della pandemia di COVID-19 in quanto, originariamente, erano in programma per il mese di settembre del 2021. Nello stesso anno, pur non essendo sede di gara, il Centrale del Tennis fu utilizzato come media centre dei Campionati europei di nuoto, disputati in altre strutture del Foro Italico.

## Struttura
Costruita su progetto dell'architetto Angelo Zampolini, la struttura è formata da un campo rettangolare con superficie in terra rossa e tribune per 10.500 posti, in acciaio, cemento e cristallo con tecniche antisismiche, antincendio e resistenti alla erosione delle calamità naturali. L'impatto ambientale dello stadio è basso in quanto un terzo della struttura (il primo anello) è realizzata sotto il livello del terreno circostante. Anche l'impatto interno dello stadio è studiato nei particolari, con una platea in monocolore grigio e sedute anch'esse con cinque tonalità di grigio, partendo dal basso in grigio ardesia, fino alla cima di un grigio chiaro.
Inoltre, lo stadio è dotato di sale massaggi, palestra, sale relax, bar, sala stampa (intitolata a Gianni Clerici), spogliatoi e area sponsor.

## Utilizzazione ricorrente

### Tennis
L'impianto ospita annualmente incontri degli Internazionali d'Italia di tennis, su un campo di gioco in terra rossa, assieme ad altre strutture del Foro Italico (lo Stadio Nicola Pietrangeli, la Grand Stand Arena e i campi secondari). Sul centrale sono disputati i principali incontri del torneo, comprese le finali del singolare maschile e di quello femminile.

### Musica
- Mark Knopfler nel 2001 per una data del tour mondiale del suo album Sailing to Philadelphia
- Oasis per due date del Heathen Chemistry Tour nel 2002
- Giorgia per una data del Ladra di Vento Tour 2003
- Coldplay per un concerto del A Rush of Blood to the Head Tour 2003
- Leonard Cohen per una data del tour 2012
- Elisa con il concerto benefico Elisa Special Live Concert organizzato dall'Istituto Massimiliano Massimo di Roma nel 2017
- Claudio Baglioni per il tour A Tutto Cuore nel 2023